# Kim Jackson
Kim Jackson, pseudonimo di Kimberly Jackson (Dublino, 22 agosto 1965), è una cantante irlandese che ha rappresentato l'Irlanda durante l'Eurovision Song Contest 1991 con il brano Could It Be That I'm In Love.
Il brano, scritto da Liam Reilly, si classificò al 10º posto a pari merito con Samantha Janus del Regno Unito.
Jackson aveva iniziato la sua carriera come corista di alcuni dei gruppi di cabaret di maggior successo in Irlanda.